# Resynator
Resynator ist ein Dokumentarfilm von Alison Tavel. Die Regisseurin drehte den Film, nachdem sie erfahren hatte, dass ihr Vater eine Technologie namens Resynator entwickelt hat, einen einzigartigen Synthesizer. Der Film feierte im März 2024 beim South by Southwest Film Festival seine Premiere.

## Inhalt

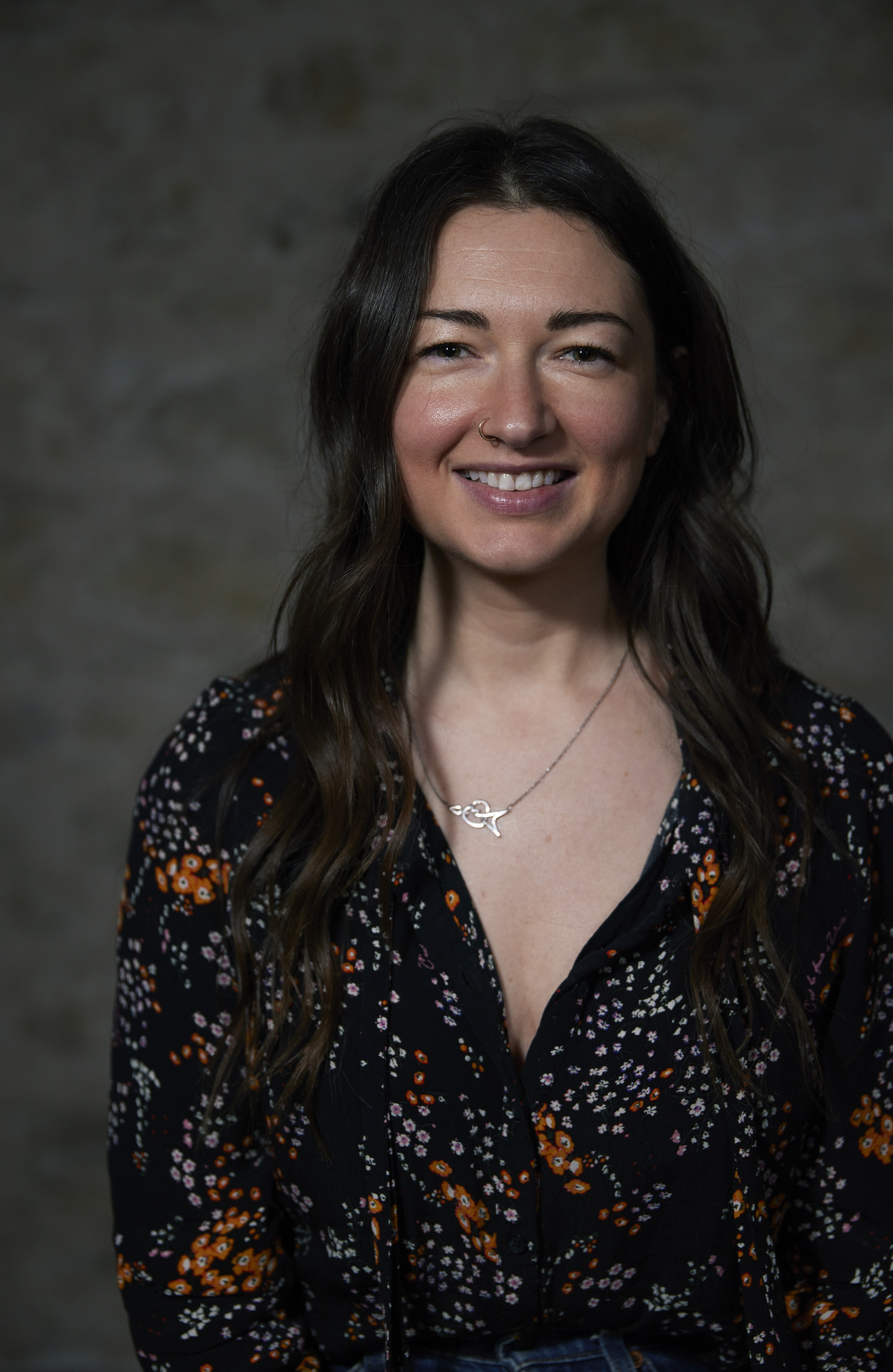
Regisseurin Alison Tavel

Alison Tavel wuchs mit dem Gedanken auf, dass ihr Vater Don Tavel den Synthesizer erfunden hätte. Die stimmt nicht ganz. Sie findet heraus, dass er in den 1970er Jahren eine Technologie namens Resynator entwickelt hat, die unter anderem auf das Interesse des Musikers Peter Gabriel stieß. Nachdem Tavel einen Prototyp findet, macht sie sich daran, die Maschine wieder funktionstüchtig zu machen. Dabei erfährt sie mehr über ihren Vater, der bei einem Autounfall ums Leben kam, als sie 10 Wochen alt war.

## Produktion
Regisseurin Alison Tavel schrieb gemeinsam mit Kathryn Robson auch das Drehbuch, die zudem den Filmschnitt übernahm. Tavel war in der Vergangenheit zumeist im Musikbereich für Fernsehserien tätig und drehte zwei Musikvideos für Songs von Tom Petty.
Der erste Trailer wurde Ende Februar 2024 vorgestellt. Die Weltpremiere des Films fand am 10. März 2024 beim South by Southwest Film Festival statt. Im Mai 2024 wurde er beim Seattle International Film Festival gezeigt. Im August 2024 wird der Film beim Sidewalk Film Festival vorgestellt. Im November 2024 wird er beim Braunschweig International Film Festival gezeigt.

## Rezeption

### Kritiken
Von den bei Rotten Tomatoes aufgeführten Kritiken sind alle positiv bei einer durchschnittlichen Bewertung mit 8,4 von 10 möglichen Punkten.

### Auszeichnungen
South by Southwest Film Festival 2024
- Nominierung für den Grand Jury Award – Documentary Feature (Alison Tavel)[3]
- Auszeichnung mit dem Publikumspreis im Documentary Feature Competition[8]